# Maßnahmen nach dem Putschversuch in der Türkei 2016
Die türkische Regierung unter Staatspräsident Recep Tayyip Erdoğan und Ministerpräsident Binali Yıldırım leitete nach dem Putschversuch am 16. Juli 2016 weitreichende Maßnahmen in allen Sektoren des Landes ein, darunter massenhafte Entlassungen und Verhaftungen sowie Eingriffe in die Presse- und Medienlandschaft.
Die Regierung beschuldigt die „FETÖ“, Drahtzieherin des Putschversuches zu sein. Innerhalb von wenigen Tagen wurden rund 44.500 Staatsbedienstete suspendiert. Mehr als 13.000 Menschen – vorwiegend Soldaten, Polizisten, Richter und Staatsanwälte, die mit den Putschisten zu tun haben sollen – wurden festgenommen. Am 21. Juli 2016 rief die Regierung einen dreimonatigen Notstand (olağanüstü hal) für die gesamte Türkei aufgrund einer politischen Krise nach Art. 120 der Verfassung und Art. 3 Abs. 1 lit. b des Notstandsgesetzes aus. In den Fällen des Notstands erlaubt Art. 15 der Verfassung, den Gebrauch der Grundrechte und -freiheiten unter Beachtung des Verhältnismäßigkeitsgrundsatzes teilweise oder vollständig auszusetzen. Der Notstand steht eine Stufe unter der von den Putschisten kurzzeitig ausgerufenen Ausnahmezustandsverwaltung (sıkıyönetim). Per Rechtsverordnung mit Gesetzeskraft wurden eine Woche nach dem gescheiterten Putschversuch 2.341 Institutionen wie Privatschulen, gemeinnützige Einrichtungen, Gewerkschaften, Universitäten und medizinische Einrichtungen aufgelöst. Stand Anfang November 2016 wurden nach dem Putschversuch insgesamt 110.000 Beamte, Soldaten, Polizisten und Richter suspendiert oder inhaftiert. Nach türkischen Regierungsangaben vom März 2019 wurden seit dem Putschversuch ca. 500.000 Menschen inhaftiert, von denen ca. 30.000 zum Zeitpunkt der Angaben in Haft saßen. Erdogan berichtete im April 2019 von 31.000 Mitarbeitern der Polizei, sowie 15.000 Angehörigen des Militärs, die seit dem Putsch ihres Amtes enthoben worden. In der ersten Juliwoche 2019 waren Anadolu zufolge 282 Menschen türkeiweit festgenommen worden, die angeblich in Verbindung mit der Gülen-Bewegung stehen, die von der türkischen Regierung der FETÖ zugehörig betrachtet und als Feindbild propagiert wird. Die Woche zuvor, Ende Juni, gab es 200 Festnahmen aus denselben Gründen.
Am 15. Juli 2019, dem dritten Jahrestag des Putschversuchs, hieß es, dass 2000 Angeklagte zu lebenslangen Freiheitsstrafen verurteilt wurden. Am 26. November 2020 wurden weitere 337 Angeklagte zu lebenslangen Freiheitsstrafen und 60 zu zeitigen Freiheitsstrafen verurteilt.
Stand März 2021 waren nach offiziellen Angaben 20.500 Mitarbeiter der türkischen Streitkräfte im Zuge der Maßnahmen nach dem Putschversuch vom Dienst enthoben worden.

## Chronologie
Noch in der Nacht des Putsches machte Präsident Erdoğan die „PDY“ für den Putsch verantwortlich, bezeichnete den Putschversuch als Verrat, für den die Urheber büßen würden, und als eine „Wohltat Gottes“, da er zu einer Reinigung der Armee führen werde. Staatspräsident Erdoğan sprach auch mehrmals davon, dass die Wiedereinführung der Todesstrafe geprüft werden müsse.

### Festnahmen und Suspendierungen
Innerhalb von 24 Stunden nach Niederschlagung des Putschversuches wurden in der Türkei nach staatlichen Medien bereits 6000 Menschen festgenommen. Innerhalb von zwei Tagen nach dem Putschversuch wurden 7543 Menschen festgenommen; darunter 6038 Soldaten.
Laut Yıldırım wurde unmittelbar nach dem Scheitern des Putsches begonnen, Beamte mit Verbindungen zu den Putschisten „zu entfernen“. Davon waren laut Innenministerium 7899 Staatsbedienstete in der Verwaltung betroffen. Darunter befanden sich 30 Gouverneure.
Bis zum 24. Juli 2016 stieg die Zahl der Festgenommenen auf über 13.000, darunter 8838 Soldaten, 2101 Richter und Staatsanwälte, 1485 Polizisten, 52 leitende Beamte und 689 weitere Zivilisten. 1559 Richter und Staatsanwälte sowie 123 Generäle.
Die tagesschau meldete am 3. August unter Berufung auf offizielle türkische Quellen, dass fast 19.000 Menschen festgenommen worden seien. Gegen mehr als 10.100 von ihnen wurden Haftbefehle ausgestellt. Mehr als 58.600 Staatsbedienstete wurden suspendiert und fast 3500 dauerhaft entlassen.
Nach Angaben von Justizminister Bekir Bozdağ befanden sich Ende September 2016 rund 32.000 Verdächtige im Zusammenhang mit dem Putschversuch in Untersuchungshaft. Gegen rd. 70.000 sei ermittelt worden.
„Dieser Prozess geht weiter“, ergänzte Bozdag. Es könne weitere Festnahmen, aber auch Freilassungen geben. Türkischen Medien zufolge will die Regierung in den kommenden fünf Jahren 174 neue Gefängnisse bauen und damit ihre Kapazitäten von derzeit rd. 190.000 Häftlinge (s. o.) um 100.000 Gefängnisplätze vergrößern. Der türkische Oppositionschef Kemal Kılıçdaroğlu erklärte, der Ausnahmezustand habe eine Million „Opfer“ verursacht. Kılıçdaroğlu nannte Beispiele: Lehrer hätten ihre Stelle verloren, weil sie einer Gewerkschaft angehörten; ein Polizist sei festgenommen worden, weil er Geld über eine Bank mit Gülen-Verbindungen transferiert habe.

#### Militär
Am 16. Juli wurde während des Putschversuches von der Polizei in der Provinz Mersin ein Konteradmiral verhaftet. In Izmir wurde der Heereschef für die Ägäis festgenommen. Der Kommandeur der 2. Armee, General Adem Huduti, und der 2. Stabschef und Garnisonskommandant von Malatya, Generalmajor Avni Angun wurden ebenfalls festgenommen. Auch der Kommandeur der türkischen Luftwaffenakademie, Generalmajor Fethi Alpay, kam in Gewahrsam.
Die türkische Tageszeitung Evrensel veröffentlichte am 16. Juli 2016 eine Liste der Mitglieder der Streitkräfte und der Gendarmerie, darunter 34 Brigadegeneräle, die während des Putschversuchs festgenommen wurden.
Am selben Tag kündigte Ministerpräsident Binali Yıldırım an, dass die Präsidentengarde (Cumhurbaşkanlığı Muhafız Alayı) aufgelöst werde. Von der 300 Mann starken Garde seien 83 Mitglieder festgenommen worden. Man mache sie für die Entführung des Generalsekretärs des Präsidialamtes Fahri Kasırga und die Erstürmung der Nationalen Sendeanstalt TRT verantwortlich.
Am 18. Juli 2016 hatte Ministerpräsident Yıldırım mitgeteilt, dass etwa 3.000 verdächtige Soldaten festgenommen worden seien. Fünf Generäle und 29 Oberste sind Regierungskreisen zufolge ihrer Posten enthoben, darunter auch der frühere Luftwaffenchef Akın Öztürk, der bislang dem Obersten Militärrat angehörte. Aus Regierungskreisen wurde Öztürk als einer der mutmaßlichen Drahtzieher bezeichnet. Ein Berater von Staatspräsident Erdoğan, Oberst Ali Yazici, sowie der Kommandeur der auch von der Bundeswehr genutzten türkischen Incirlik Air Base der NATO, General Bekir Ercan Van, wurden festgenommen.
In einem umfangreichen Gerichtsprozess ab 30. Januar 2017 werden 270 Menschen, davon 152 bereits in Untersuchungshaft, angeklagt. In Abwesenheit wird auch der in den Vereinigten Staaten lebende islamische Prediger Fethullah Gülen direkt angeklagt sowie hochrangige Militärs, darunter General Memduh Hakbilen, vormals Stabschef des Ägäis-Kommandos, und Generalmajor Salih Sevil, ehemals Stabschef im NATO-Hauptquartier des Allied Land Command (LANDCOM) in Izmir.
Im Juli 2019 wurden von der Istanbuler Staatsanwaltschaft, wegen des Verdachts auf Verbindungen zur verbotenen Bewegung des islamischen Predigers Fethullah Gülen, Haftbefehle gegen 176 aktive Militärangehörige ausgestellt. Aus demselben Grund schrieb die Staatsanwaltschaft in Izmir 20 Soldaten zur Fahndung aus und die Justiz in Ankara beantragte ihrerseits die Festnahme von 32 Soldaten.
Im März 2021 wurden mindestens 150 türkische Soldaten festgenommen. Ihnen wird die Teilnahme am Putschversuch zur Last gelegt. Bis dahin waren nach offiziellen Angaben 20.500 Mitarbeiter der türkischen Streitkräfte im Zuge der Maßnahmen nach dem Putschversuch vom Dienst enthoben worden.

##### Umstrukturierung der Streitkräfte
Während sich – wie der Generalstab der türkischen Armee mitteilte – nicht mehr als 8651 (einfache) türkische Soldaten am Putsch beteiligten, rund 1,5 Prozent des Gesamtpersonals, lag der Beteiligungsgrad in hohen und höchsten Rängen bedeutend höher.
163 Generäle und Admiräle wurden nach dem gescheiterten Putschversuch festgenommen – rund 40 Prozent des Führungspersonals in diesen Rängen – sowie 3168 Offiziere der unteren Ränge.
Bereits am 22. Juli 2016 hatte Erdoğan angekündigt, die türkische Armee binnen kurzer Zeit umzustrukturieren und dem Militär „frisches Blut“ zuzuführen.
Die Armeereform liegt in der Hand des Obersten Militärrats (YAŞ), dem der Ministerpräsident vorsitzt.
Der Rat trat am 28. Juli 2016 unter dem Vorsitz von Binali Yıldırım zusammen.
Einen Tag zuvor (Mittwoch, 27. Juli 2016) hatte Erdogan per Dekret mehr als 1684 Offiziere, 149 davon im Generalsrang (der insgesamt 358 Generale), unehrenhaft aus den Streitkräften entlassen, unter ihnen General Akın Öztürk und General Adem Huduti. Ihnen wurde vorgeworfen, in den Putschversuch verwickelt zu sein und mutmaßliche Verbindungen zur Gülen-Bewegung zu haben.
Und nur Stunden vor der Eröffnung der Sitzung des Rates gaben zwei der Vier-Sterne-Generäle der Türkei, Mitglieder des Obersten Militärrats (YAŞ), ihre Posten auf. Der Leiter des Heereskommandos für Ausbildung und Einsatzschulung General Kamil Başoğlu sowie der Generalstabschef der türkischen Landstreitkräfte İhsan Uyar gaben ihren Rücktritt bekannt.
Der Sprecher des türkischen Präsidenten, Ibrahim Kalın, gab nach der Sitzung des Obersten Militärrats (YAŞ) bekannt, dass General Hulusi Akar sein Amt als Generalstabschef behalten und die Befehlsebene des Militärs vorerst nicht geändert wird.
Der Kommandeur der türkischen Landstreitkräfte General Salih Zeki Çolak, der Befehlshaber der Luftstreitkräfte General Abidin Ünal und der Marine-Chef Admiral Recep Bülent Bostanoğlu werden weiterhin ihre Positionen behalten. Der Rat nahm auch Änderungen in der Gendarmerie und den Vize-Generalstabspositionen vor. General Yaşar Güler wurde zum Befehlshaber der Gendarmerie und General Ümit Dündar zum stellvertretenden Generalstabschef ernannt. 99 Obristen wurden zu Generalen und Admiralen befördert, während die Amtszeit von 20 Generälen und Admiralen um ein Jahr verlängert wurde.
Außerdem ist geplant, den Generalstab und den Nationalen Nachrichtendienst (MIT) dem Präsidenten (Erdogan) unterzuordnen.
„Wir wollen, dass der Generalstab und die MIT an die Präsidentschaft gebunden wird, falls die Opposition dies auch akzeptiert. Wir brauchen Ergänzungen zur Verfassung, um solche Änderungen durchzuführen.“(Erdogan)

#### Justiz und Verwaltung
Die staatliche türkische Nachrichtenagentur Anadolu Ajansı meldete, dass zehn Mitglieder des türkischen Staatsrats verhaftet und fünf Mitglieder des Hohen Rats der Richter und Staatsanwälte (HSYK) in Ankara von ihrer Mitgliedschaft entbunden wurden. Der Hohe Rat der Richter und Staatsanwälte kündigte nach dem Putschversuch an, im Land 2745 Richter zu entlassen. Das entspricht etwa einem Drittel aller Richter und Staatsanwälte der Türkei.
Auch andere Ministerien waren von den Säuberungen betroffen: 1500 Angestellte des Finanzministeriums, 8777 des Innenministeriums, 393 Angestellte im Ministerium für Familie und Soziales, 492 Personen, die für die oberste Instanz für religiöse Angelegenheiten (Diyanet) tätig waren, 257 Mitarbeiter des Ministerpräsidentenamts und 100 Mitarbeiter des türkischen Geheimdienstes verloren infolge des gescheiterten Umsturzversuchs ihre Arbeitsstelle.
Um die vielen entlassenen Juristen zu ersetzen, will die Regierung bis Ende des Jahres 2016 1500 neue Richter und Staatsanwälte einstellen.

#### Bildungssektor
Nach der landesweiten Aktion gegen angeblich verdächtige Putschisten (oder Unterstützer der Putschisten in Militär und Justiz) beschloss die türkische Regierung, auch im Bildungssektor radikale Säuberungen durchzuführen:
15.200 Beamte im Bildungsministerium wurden suspendiert, darunter Verwaltungsmitarbeiter und Lehrer an staatlichen Schulen.
Weiter wurden 21.000 Privatschullehrern die Unterrichtserlaubnis entzogen. Ihnen wurden Verbindungen zu den Putschisten und zur Gülen-Bewegung vorgeworfen, die zahlreiche dieser Privatschulen betreibt.
Ebenso wurden die Universitäten/Hochschulen ins Visier genommen:
So wurden 1577 Hochschuldekane zum Rücktritt gezwungen, davon waren 1176 an staatlichen Universitäten beschäftigt, 401 an privaten Universitäten. Mehrere Universitäts-Rektoren – allesamt zuvor vom Staatspräsidenten ernannt – waren bereits suspendiert worden. Betroffen waren laut Hürriyet Daily News die Rektoren von Yildiz, Gazi, Dicle und Yalova Üniversitesi.
In einem Schreiben forderte der türkische Hochschulrat die Rektoren aller staatlichen und privaten Universitäten auf, ihre Mitarbeiter in Wissenschaft und Verwaltung daraufhin zu überprüfen, ob sie persönliche Verbindungen zu der Gülen-Bewegung haben. Das gelte auch für ausländisches Lehrpersonal. Der türkische Hochschulrat forderte die Rektoren auf, ihm die Ergebnisse ihrer Überprüfungen bis zum 5. August zu schicken.
Für alle Wissenschaftler und Lehrpersonen an türkischen Universitäten untersagte der Hochschulrat am 20. Juli 2016 Dienstreisen ins Ausland – wie etwa Forschungsreisen, -aufenthalte oder die Wahrnehmung von Stipendien. Dozenten im Ausland ohne zwingenden Aufenthaltsgrund wurden aufgefordert, baldmöglichst in die Türkei zurückzukehren.
Nach den vielen Suspendierungen und Schließungen privater Schulen kündigte die Regierung an, noch im Jahr 2016 20.000 neue Lehrer einzustellen.

#### Medien
Wegen angeblicher Gülen-Verbindungen entzog die Telekommunikationsbehörde RTÜK insgesamt 24 Radio- und Fernsehstationen – vor allem kleinen und lokalen Sendern – die Sendelizenz. Darunter sind Bugün-TV, Kanal Türk und Mehtap TV, aber auch Radiosender, die auf Kurdisch oder aus der kurdischen Region sendeten. Ebenso sind etwa 20 Online-News-Portale gesperrt worden, etwa die linksorientierten Karşı Gazete, ABC Gazetesi und Medyascope sowie Haberdar, Meydan, Gazeteport und Rotahaber. Auch die von den ehemaligen Zaman-Journalisten neu gegründete Zeitung Yarına Bakış wurde geschlossen. 34 Journalisten wurde der Presseausweis entzogen und acht Personen wurden wegen Tweets im Internet verhaftet, in denen sie angeblich den Putsch unterstützt oder Präsident Erdoğan beleidigt hätten. Die Polizei verhindert die Auslieferung einer Ausgabe der Satirezeitschrift LeMan, die auf dem Titelblatt eine Karikatur zum gescheiterten Putschversuch brachte.
Am 25. Juli 2016 ordneten türkische Behörden die Festnahme von 42 Journalisten an, unter ihnen die prominente konservative Regierungskritikerin Nazlı Ilıcak, die 1999 noch selbst Abgeordnete für die islamistische Tugendpartei (eine Vorläuferin der AKP) war. Wie die Zeitung Hürriyet Daily News berichtete, wurden die Anordnungen vom Büro des Istanbuler Anti-Terror-Staatsanwalts İrfan Fidan erlassen. Die Staatsanwalt wirft ihnen Mitgliedschaft in der Gülen-Bewegung vor. Nach Einschätzung des Türkei-Korrespondenten der Welt Deniz Yücel stehen aber auch „völlig Gülen-ferne Namen“ auf der Liste, beispielsweise Bülent Mumay, der entlassene Leiter der Online-Redaktion von Hürriyet und langjährige Redakteur der eingestellten linksliberalen Tageszeitung Radikal, der jegliche Nähe zum Gülen-Netzwerk von sich weist.
Am 27. Juli 2016 verfügten die türkischen Behörden die Festnahme von 47 ehemaligen leitenden Angestellten, Journalisten und Kolumnisten der Tageszeitung Zaman. Ihnen wurde vorgeworfen, Unterstützer Fethullah Gülens zu sein. Die Redaktionsräume der regierungskritischen Zeitung waren bereits im März 2016 von der Polizei gestürmt, die Zeitung in Folge von der türkischen Regierung unter Zwangsverwaltung gestellt und auf Regierungslinie gebracht worden.
Ebenfalls mit Wirkung zum 27. Juli 2016 beschloss der unter dem Vorsitz Erdoğans zusammentretende Ministerrat unter anderem die Schließung von drei Nachrichtenagenturen, 16 Fernseh- und 23 Radiosendern, 45 Zeitungen, 15 Zeitschriften sowie 29 Verlagen und Vertriebsunternehmen. Dabei handelt es sich sowohl um landesweite als auch um lokale Anbieter. Laut dem Sender CNN-Türk waren unter anderen die Nachrichtenagentur Cihan und die oppositionelle Tageszeitung Taraf betroffen.
Am 29. April 2017 wurde in der Türkei der Zugang zur Wikipedia blockiert. Dies betraf nicht nur die türkischsprachige Wikipedia, sondern auch den Zugang zur Wikipedia in allen anderen Sprachen.

#### Unternehmen
Der Festnetz-Betreiber Türk Telekom, der zu 30 Prozent dem türkischen Staat gehört, entließ 198 Mitarbeiter „in Zusammenarbeit mit den Sicherheitskräften“.
Die Fluggesellschaft Turkish Airlines, an der der Staat 49 % der Unternehmensanteile hält, kündigte 211 Mitarbeitern, die Verbindungen zur Gülen-Bewegung haben sollen oder ineffektiv arbeiteten und schlechte Leistungen erbrachten. Das wurde auch mit der verschlechterten Buchungslage begründet.
Anfang August 2016 kündigte Erdogan an, die von ihm so genannten „Säuberungen“ nach dem Putschversuch auch auf die Geschäftswelt auszuweiten. Zahlreiche Unternehmen wurden in Folge durchsucht, Geschäftsleute verhaftet. Am 16. August 2016 wurden bei Polizeirazzien 44 Unternehmen, denen vorgeworfen wurde, die Gülen-Bewegung finanziell zu unterstützen, in Istanbul durchsucht und Haftbefehle gegen 120 Geschäftsleute ausgestellt. 80 Menschen wurden noch während der Aktion verhaftet. Bei den Unternehmen handelte es sich u. a. um die im Baugeschäft tätige Akfen Holding und die A101 Supermarkt-Kette, die rd. 6300 Geschäfte landesweit betreibt. Der türkische Minister für Handel und Zoll Bülent Tüfenkci erklärte nach den Polizeirazzien, dass die Regierung 250 Unternehmen mit mutmaßlichen Verbindungen zur Gülen-Bewegung ins Auge gefasst habe.
Zwei Tage später, am 18. August 2016, ordnete die Staatsanwaltschaft von Istanbul die Beschlagnahme des Vermögens von 187 Geschäftsleuten an. Ihnen wurde ebenfalls vorgeworfen, Verbindungen zur Gülen-Bewegung zu unterhalten. Unter den Betroffenen waren u. a. der Vorsitzende der türkischen Vereinigung von Geschäftsleuten und Industriellen (TUSKON), Rızanur Meral, der Vorstandsvorsitzende des Bekleidungsunternehmens Aydınlı Group sowie Ömer Faruk Kavurmacı und Faruk Güllüoğlu und zwei seiner Brüder, die Süßwaren herstellen und Baklava-Ketten betreiben.
Die 187 Geschäftsleute wurden zudem zur Fahndung ausgeschrieben. 60 von ihnen waren bereits im Verlauf der Razzien in Istanbul festgenommen worden.
Auch die Banken blieben nicht verschont. Im Zusammenhang mit mutmaßlich regelwidrigen Überprüfungen wurden 29 Ermittler der Bankenaufsicht BDDK (Bankacılık Düzenleme ve Denetleme Kurumu) festgenommen. Die Ermittler wurden unter dem Verdacht festgenommen, „irreguläre“ Untersuchungen des Kontos einer regierungsnahen Stiftung sowie von Geschäftsleuten, die Erdogan nahestehen, vorgenommen zu haben. Darüber hinaus legte die türkische Regierung den Banken nahe, die Finanzierung von Unternehmen mit Verbindungen zum Prediger Fetullah Gülen einzustellen. Darüber verhandele man mit den Kreditinstituten, erklärte der stellvertretende Ministerpräsident Mehmet Şimşek. Laut Şimşek soll es sich um wenige Hundert Firmen handeln und das Vorgehen auf die türkische Wirtschaft insgesamt keinen Einfluss haben.

#### Religion
Am 26. Juli entließ die Religionsbehörde Diyanet İşleri Başkanlığı (Präsidium für Religionsangelegenheiten) 1112 Mitarbeiter, vor allem Imame und Koranlehrer.

#### Übersicht der Suspendierungen und Festnahmen

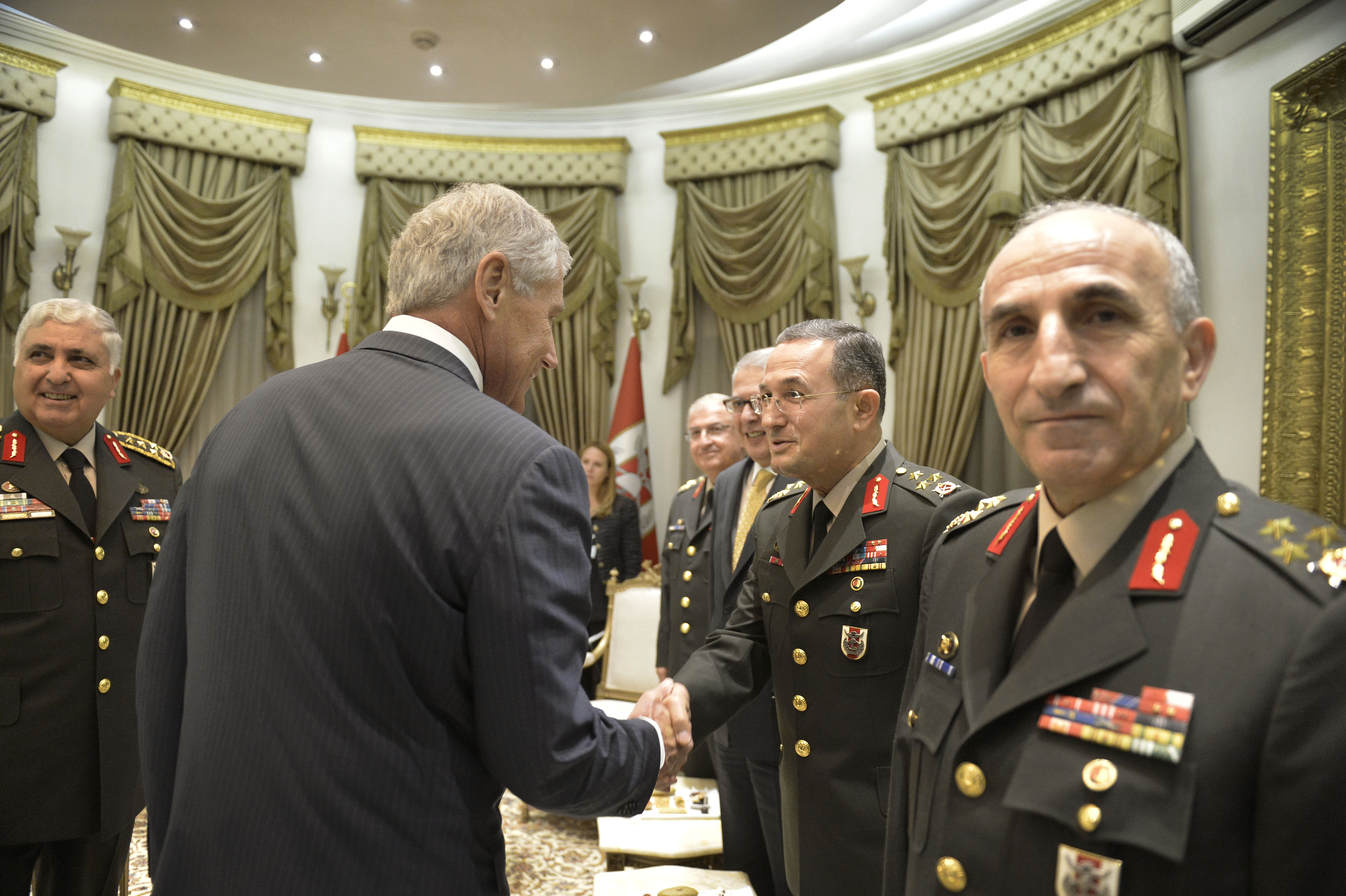
Secretary of Defense Chuck Hagel begrüßt General Erdal Öztürk. Öztürk wurde im Zusammenhang mit dem Putschversuch verhaftet.

| Institution                                                | Institution                                                | Suspendiert | Inhaftiert | Anmerkungen                                                                           | Quelle/Datum          |
| ---------------------------------------------------------- | ---------------------------------------------------------- | ----------- | ---------- | ------------------------------------------------------------------------------------- | --------------------- |
| Türkische Streitkräfte Türk Silahlı Kuvvetleri             | Türkische Streitkräfte Türk Silahlı Kuvvetleri             | 1.684       | 96         |                                                                                       | 2016-07-27 2016-07-20 |
|                                                            | Türkisches Heer Türk Kara Kuvvetleri                       | 1.069       | N/A        | 87 Generäle                                                                           | 2016-07-27 2016-07-20 |
|                                                            | Türkische Marine Türk Deniz Kuvvetleri                     | 154         | N/A        | 32 Admiräle                                                                           | 2016-07-27 2016-07-20 |
|                                                            | Türkische Luftstreitkräfte                                 | 461         | N/A        | 30 Generäle                                                                           | 2016-07-27 2016-07-20 |
| Innenministerium                                           | Innenministerium                                           | 8.777       | N/A        |                                                                                       | 2016-07-18            |
| Gesundheitsministerium                                     | Gesundheitsministerium                                     | 5.581       | N/A        | 115 Führungskräfte, 1504 Ärzte, insgesamt 5581 Mitarbeiter des Gesundheitsministerium | 2016-07-28            |
| Ministerium für Kultur und Tourismus                       | Ministerium für Kultur und Tourismus                       | 110         | N/A        |                                                                                       | 2016-07-26            |
| Ministerium für Nationale Erziehung Millî Eğitim Bakanlığı | Ministerium für Nationale Erziehung Millî Eğitim Bakanlığı | 15.200      | N/A        |                                                                                       | 2016-07-19            |
| Ministerium für Entwicklung                                | Ministerium für Entwicklung                                | 82          | N/A        |                                                                                       | 2016-07-25            |
| Ministerium für Wirtschaft                                 | Ministerium für Wirtschaft                                 | 15          | N/A        |                                                                                       | 2016-07-25            |
| Ministerium für Forst- und Wasserwirtschaft                | Ministerium für Forst- und Wasserwirtschaft                | 197         | N/A        |                                                                                       | 2016-07-25            |
| Ministerium für Transport, Kommunikation und Seehandel     | Ministerium für Transport, Kommunikation und Seehandel     | 529         | N/A        |                                                                                       | 2016-07-25            |
| Ministerium für Wissenschaft, Industrie und Technologie    | Ministerium für Wissenschaft, Industrie und Technologie    | 560         | N/A        |                                                                                       | 2016-07-25            |
| Ministerium für Familie und Sozialpolitik                  | Ministerium für Familie und Sozialpolitik                  | 599         | N/A        |                                                                                       | 2016-07-25            |
| Ministerium für Umwelt und Stadtentwicklung                | Ministerium für Umwelt und Stadtentwicklung                | 70          | N/A        |                                                                                       | 2016-07-25            |
| Türkische Universitäten                                    | Türkische Universitäten                                    | 697         | N/A        |                                                                                       | 2016-07-22            |
| Stadtverwaltung Istanbul                                   | Stadtverwaltung Istanbul                                   | 768         | N/A        |                                                                                       | 2016-07-29            |
| Gesamt                                                     | Gesamt                                                     | 45.954      |            |                                                                                       | 2016-07-25            |

### Ausrufung des Notstands
Nach einer Sondersitzung des Nationalen Sicherheitsrats und des Ministerrats am 20./21. Juli 2016 kündigte Erdoğan an, dass für drei Monate der Notstand (olağanüstü hal) ausgerufen werde. Der Empfehlung des Nationalen Sicherheitsrats folgend, beschloss der Ministerrat die Ausrufung eines 90-tägigen Notstands im ganzen Land aufgrund einer politischen Krise nach Art. 120 der Verfassung und Art. 3 Abs. 1 lit. b des Notstandsgesetzes. Die Verkündung des Ministerratsbeschlusses im Amtsblatt erfolgte am 21. Juli 2016, die des Zustimmungsbeschlusses der Großen Nationalversammlung am Folgetag.
Erdoğan erklärte, der versuchte Staatsstreich sei „vielleicht noch nicht vorbei“, es könne „weitere Pläne geben“. Der Notstand sei notwendig, um rasch „alle Elemente entfernen zu können“, die in den Putschversuch verwickelt seien.
Der Notstand ermöglicht, weitgehend per Rechtsverordnungen mit Gesetzeskraft (kanun hükmünde kararnameler) ohne entsprechende parlamentarische Ermächtigungsgesetze zu regieren (vgl. Art. 121 Abs. 3 und Art. 91 der Verfassung). Bestimmte Grundrechte können unter Beachtung des Verhältnismäßigkeitsgrundsatzes gemäß Art. 15 der Verfassung (vgl. Art. 15 Abs. 1 EMRK) eingeschränkt oder ganz ausgesetzt werden; geschützt bleiben weiterhin die körperliche Integrität sowie die Gedankenfreiheit (nicht jedoch die Meinungsäußerungsfreiheit). Es können unter anderem Ausgangssperren verhängt sowie Versammlungen und Demonstrationen verboten werden; Sicherheitskräfte dürfen Personen, Fahrzeuge oder Anwesen durchsuchen und mögliche Beweismittel beschlagnahmen; bestimmte Gegenden können abgeriegelt oder evakuiert werden; der Verkehr zu Land, See und Luft kann kontrolliert werden; Druckerzeugnisse (etwa Zeitungen, Magazine oder Bücher) können mit Auflagen versehen oder ganz verboten werden; alle Arten von Rundfunkanstalten und die Verbreitung von Texten, Bildern, Filmen oder Tondokumenten können kontrolliert, eingeschränkt oder vollständig verboten werden.
Das Parlament kann die Dauer des Notstands verändern, ihn auch aufheben, womit angesichts der klaren Mehrheit von Erdoğans AKP in der Nationalversammlung aber nicht zu rechnen ist.
Es wurde angekündigt, die Geltung der Europäischen Menschenrechtskonvention auszusetzen, was Beobachter rechtlich als logische Konsequenz der Verhängung des Notstands bewerteten, weil viele von dessen Maßnahmen bereits gegen die Konvention verstießen.

#### Erste Rechtsverordnung mit Gesetzeskraft
Am 22. Juli 2016 beschloss der unter dem Vorsitz Erdoğans tagende Ministerrat den Erlass der ersten Rechtsverordnung mit Gesetzeskraft. Die Verkündung im Amtsblatt erfolgte am nächsten Tag. Nach Art. 6 lit. a dieser Rechtsverordnung mit Gesetzeskraft können in bestimmten Fällen Festgenommene 30 Tage ohne Vorführung vor einen Haftrichter in Polizeigewahrsam gehalten werden. Im Normalzustand ist dies bei kollektiv begangenen Straftaten maximal für vier Tage möglich (Art. 91 Abs. 3 tStPO).
Zudem sollen landesweit 2341 Einrichtungen geschlossen werden, die aus Sicht der Regierung zum Gülen-Netzwerk gehören. Dazu zählen 1229 gemeinnützige Einrichtungen, 1043 Privatschulen, 15 Universitäten, 35 medizinische Einrichtungen wie Krankenhäuser und 19 Gewerkschaften.
Die Regierung erklärte die Reisepässe von 11.000 türkischen Bürgern, vor allem von Staatsbediensteten, für ungültig. An Flughäfen müssen Staatsbedienstete nun eine Bescheinigung ihrer Behörde vorlegen, in denen ihnen bescheinigt wird, dass ihrer Ausreise nichts im Wege steht. Das gilt auch für deren Ehepartner und Kinder.

#### Verlängerung des Ausnahmezustands
Das türkische Kabinett beschloss am 3. Oktober 2016, den nach dem Putschversuch verhängten Ausnahmezustand um 90 Tage zu verlängern. Zuvor hatte der Sicherheitsrat eine Verlängerung empfohlen. Der von Erdogan verhängte Ausnahmezustand nach dem Putschversuch Mitte Juli war am 21. Juli für 90 Tage in Kraft getreten und sollte danach am 18. Oktober 2016 enden. Mit mehrfacher Verlängerung, die jeweils durch die Veröffentlichung im Amtsblatt in Kraft tritt, läuft der Ausnahmezustand derzeit noch bis 19. April 2018.[veraltet]
Das türkische Parlament muss dem Kabinettsbeschluss noch zustimmen. Da Erdogans islamisch-konservative AKP aber eine ausreichende Mehrheit im Parlament besitzt, handelt es sich nur noch um eine Formsache. Zudem hatte die ultranationalistische Oppositionspartei MHP bereits ihre Unterstützung für die Maßnahme zugesichert. Die größte Oppositionspartei CHP und die pro-kurdische HDP sind gegen den Ausnahmezustand.

### Auswirkungen auf die Versammlungsfreiheit
Die Versammlungsfreiheit ist in der gesamten Türkei eingeschränkt. Als ein Beispiel für die Auswirkung führte die Süddeutsche Zeitung die Versammlung von Reinigungskräften der Stadtteilverwaltung Avcılar in Istanbul an. Vor dem Putschversuch gingen sie täglich für Arbeitnehmerrechte auf die Straße. Die Putzmänner liegen mit ihrem Arbeitgeber im Clinch, forderten bessere Arbeitsbedingungen und die Möglichkeit zur Mitgliedschaft in der Gewerkschaft. Daraufhin hatte die Stadtverwaltung 32 Reinigungskräfte entlassen. Seit dem 3. Mai 2016 demonstrierten die Putzmänner täglich dagegen und bauten ihre Zelte auf. Seit dem 21. Juli 2016 wurde dies verboten, weil der Ausnahmezustand herrscht.

### Rückwirkende Wiedereinführung der Todesstrafe für Putschisten
Staatspräsident Erdoğan sprach auch mehrmals davon, dass die Wiedereinführung der Todesstrafe geprüft werden müsse.
In einem CNN-Interview mit Becky Anderson vom Juli 2016 sagte er laut der Übersetzung von CNN ins Englische:

“ANDERSON: The death penalty has become an issue, something that people are talking about here in the wake of this attempted coup. And you have said, should it be the will of the people, that you would discuss the opportunity to reintroduce the death penalty should everybody agree to that. Is that something you stand by? Because the issue of the death penalty would – here – would clearly inform what is going on in Greece with those eight soldiers and would clearly inform what is going on with Gulen in the United States. Your thoughts?
ERDOGAN: Now, in the face of these incidents, where 208 people were killed, civilians were killed, the citizens have voiced a request. They asked for death penalty repeatedly.
So my question is, do you have the death penalty in the U.S.? Yes. In Russia? Yes. In China? Yes. Well, European nations, no, they don’t have it. And we, the administrations before us, actually, abolished the death penalty in the E.U. accession talks so that we would be allowed to become a member.
Now – but this issue can now be taken in the parliament, it can be discussed there. Of course, we previously abolished it, my administration. But we can always go back and reintroduce it. If the parliament takes that decision, then that’s the decision that will count.
ANDERSON: Do you think that’s likely?
ERDOGAN: It can be. The people now have the opinion, after so many terrorist incidents, that these terrorists should be killed. That’s what the people think. That’s where they are. They don’t see any other outcome to it. I mean, life sentence or aggravated life sentence – why should I keep them and feed them in prisons for years to come? That’s what the people say.
So they want a swift end to it, because people lost relatives, lost neighbors, lost children. Eight-year-olds, 15-year-olds, 20-year-old young people. So the people are very sensitive, and we have to act very sensibly and sensitively in the face of these requests.
What I tell the people is this: there is a clear crime of treason, and your request can never be rejected by our government. But, of course, it will take a parliamentary decision for that to take action in the form of a constitutional measure. So the leaders will have to come together, discuss it. If they accept to discuss it, then as the president, I will approve any decision to come out of the parliament.”

Diese Aussage wurde dahingehen aufgefasst, dass Erdoğan die Todesstrafe rückwirkend wiedereinführen will.
Eine rückwirkende Strafverschärfung widerspräche allerdings Artikel 38 der Verfassung der Republik Türkei und Artikel 7 der von der Türkei unterzeichneten Europäischen Menschenrechtskonvention.
Im Februar 2017 brachte Erdoğan ein Referendum über die Todesstrafe ins Spiel. Bei einem Wahlkampfauftritt sagte er „Auch dafür können wir ein Referendum in die Wege leiten“. Eine solche Volksabstimmung sei möglich, wenn im Parlament keine Zweidrittelmehrheit für eine Verfassungsänderung zur Wiedereinführung der Todesstrafe zustande käme. „Wenn das Volk die Todesstrafe will, dann ist es damit getan“. Zudem betonte Erdoğan, dass er eine Verfassungsänderung zur Wiedereinführung der Todesstrafe unterzeichnen würde.

### Wiederaufstellung der Bekçi
Waren die Bekçi in der Türkei ab dem Jahr 2008 nicht mehr anzutreffen, ordnete Erdogan per Dekret die Wiederaufstellung der Nacht- und Nachbarschaftswächter im Jahr 2016 an. Die Anzahl beträgt mehr als 20.000, die Ausbildungszeit beträgt drei Monate. Sie dürfen auch Schusswaffen mit sich tragen.

## Politik

### AKP
Die türkische Präsidialkanzlei machte in einer Verlautbarung den Erdoğan-Kritiker Fethullah Gülen und mit seiner Gülen-Bewegung assoziierten Kräfte schon in den frühen Morgenstunden des 16. Juli für den Putschversuch verantwortlich. Staatspräsident Erdoğan nannte den Putschversuch am Morgen nach der Putschnacht ein „Geschenk Gottes“ und kündigte eine „Säuberung“ des Militärs an.
Erdogan erklärte, die Wiedereinführung der Todesstrafe müsse geprüft werden.

### HDP
Die HDP geht davon aus, dass der Putschversuch genutzt werde, um jetzt alle Gegner der Regierung auszuschalten und Freiheiten weiter einzuschränken. Die HDP-Abgeordnete Meral Beştaş wies in einer Parlamentsdebatte darauf hin, dass die Regeln für den Ausnahmezustand von den Putschisten des Umsturzes von 1980 stammten.

### Kritiker
Der Chefredakteur der Zeitung Cumhuriyet, Can Dündar, bezeichnete die Maßnahmen als „die größte Hexenjagd in der Geschichte der Republik“ und behauptete, dass nun die „zivile Diktatur“ begonnen habe. Der Menschenrechtsorganisation Amnesty International zufolge gibt es „glaubwürdige Hinweise“ auf Fälle von Gefangenenmisshandlung bis hin zu Folter. Der Chef der Türkei-Sektion von Amnesty International Taner Kılıç wurde am 6. Juni 2017 wegen angeblicher Verbindungen zur FETÖ festgenommen.

## Ausland

### Reaktionen von Auslandstürken
Auslandstürken in verschiedenen Ländern hielten am 17. und 18. Juli 2016 Demonstrationen zur Verurteilung des Putschversuchs und zur Unterstützung des Präsidenten Erdoğan und der AKP-Regierung ab, zumeist organisiert von der Union Europäisch-Türkischer Demokraten (UETD). Dabei wurden zum Teil kämpferische Parolen geäußert und es kam zu Fällen von Gewalt. Die österreichische Sektion der UETD veröffentlichte einen Beitrag auf ihrer Facebook-Seite, in dem sie zur Anzeige mutmaßlicher Regierungsgegner bei der türkischen Polizei aufrief. Der österreichische Außenminister Sebastian Kurz bestellte am 21. Juli den türkischen Botschafter ein, um sich – nach Angaben des Außenministeriums – erklären zu lassen, „in welche Richtung sich die Türkei weiterentwickelt“. Er äußerte sein Unverständnis für die „massiven Eingriffe“ in die Justiz. Kurz beanstandete, dass anscheinend direkt aus der Türkei zu Demonstrationen in Österreich aufgefordert worden sei, und empfahl im Land ansässigen Türken, die sich „in der türkischen Innenpolitik engagieren“ wollten, Österreich zu verlassen.
Im Internet wurden Boykott-Aufrufe gegen namentlich bezeichnete Geschäfte und Restaurants in Köln veröffentlicht, die von vermeintlichen Gülen-Anhängern betrieben werden. In Nordrhein-Westfalen kam es zu mehreren vandalistischen oder gewalttätigen Angriffen und massiven Drohungen gegen Gülen-nahe Schulen sowie Geschäfte und Personen, die dem Netzwerk zugerechnet werden. Aus den Niederlanden, Belgien und Frankreich wurden ähnliche Übergriffe gemeldet. Ercan Karakoyun, Sprecher der zur Gülen-Bewegung gehörigen Stiftung Dialog und Bildung in Deutschland, klagte über Todesdrohungen.

### Europäische Union
In der Europäischen Union brach eine Debatte aus, ob die Beitrittsverhandlungen mit der Türkei fortgesetzt, eingefroren oder abgebrochen werden sollten. Nach Ansicht mehrerer Regierungsvertreter müsste jedenfalls die Wiedereinführung der Todesstrafe zu einem Ende der Beitrittsverhandlungen führen, da diese einer Mitgliedschaft zwingend entgegenstünde. Die EU-Kommission will die Verhandlungen offiziell weiterführen und auch am sogenannten „Flüchtlingspakt“ zwischen Türkei und EU festhalten. Der Kommissionspräsident Jean-Claude Juncker stellte jedoch klar, dass er derzeit und „über einen längeren Zeitraum“ die Türkei nicht in der Lage sehe, der EU beizutreten. Am 24. November 2016 stimmten 479 von 751 Abgeordnete des Europäischen Parlaments für ein „'vorläufiges Einfrieren' der EU-Beitrittsgespräche mit der Türkei“.

### Anti-IS-Koalition
Nach Einschätzung der US-Geheimdienste schwächt die „Säuberungswelle“ im türkischen Militär und dem gesamten türkischen Sicherheitsapparat den Kampf der Internationalen Allianz gegen den Islamischen Staat. Viele bisherige Ansprechpartner seien aus dem Weg geräumt oder festgenommen worden, sagte James Clapper, Director of National Intelligence.

### Sonstige
Karl Born drückte sein Beleid für die Toten des Putsches aus und artikulierte Sorgen um das Land. Dabei zog er Parallelen zum Reichstagsbrand und der Reichstagsbrandverordnung.